# Джеміль Абдурешідов
Джеміль Абдурешідов (рос: Джемиль Абдурешидов) — татарський національний діяч, голова Сімферопольського мусульманського комітету в роки Другої світової війни.
Джеміль був сином купця з Євпаторійського повіту в Криму. Після громадянської війни в Росії його родина переїхала до Туреччини. Джеміль Абдурешідов повернувся до Криму, окупованого німецькою армією під час Другої світової війни. З грудня 1941 року очолював Мусульманський комітет у Бакчисараї, а потім Сімферопольський мусульманський комітет у Сімферополі, представляючи інтереси кримських татар перед німцями. З січня по грудень 1943 р. — другий заступник голови Комітету, після чого повернувся на попередню посаду. Був одним з ініціаторів створення коллаборантських військово-міліцейських формувань у складі кримських татар. У березні 1944 року німці нагородили його відзнакою для східних народів.
Ймовірно, у зв'язку з окупацією Криму Червоною армією евакуювався до Німеччини. Його подальша доля невідома.